# Санта Кроче ди Маљано
Санта Кроче ди Маљано (итал. Santa Croce di Magliano) је насеље у Италији у округу Кампобасо, региону Молизе.
Према процени из 2011. у насељу је живело 4683 становника. Насеље се налази на надморској висини од 627 м.

## Становништво
| 1931. | 1936. | 1951. | 1961. | 1971. | 1981. | 1991. | 2001. | 2011. |
| ----- | ----- | ----- | ----- | ----- | ----- | ----- | ----- | ----- |
| 5.593 | 5.291 | 6.111 | 5.485 | 5.103 | 5.035 | 5.122 | 4.935 | 4.692 |